# Abdul Nurudeen
Abdul Manaf Nurudeen (Accra, 8 febbraio 1999) è un calciatore ghanese, portiere dell'Eupen.

## Carriera

### Club
Cresciuto nell'Aspire Academy, nel 2017 viene acquistato dall'Eupen. Inizialmente relegato in panchina nei suoi primi anni in terra europea, il 7 novembre 2020 ha esordito in Pro League, in occasione dell'incontro pareggiato per 1-1 contro il Waasland-Beveren.

### Nazionale
Nel 2019 con la nazionale ghanese Under-20 ha preso parte alla Coppa d'Africa di categoria.
Il 3 gennaio 2022 viene convocato dalla nazionale maggiore ghanese per la Coppa d'Africa 2021, senza scendere in campo. Due giorni dopo, ha esordito in nazionale maggiore nell'amichevole persa per 3-0 contro l'Algeria. Il 14 novembre viene annunciato nella lista dei convocati per il Mondiale 2022 in Qatar, dove però anche qui non viene impiegato.

## Statistiche

### Presenze e reti nei club
Statistiche aggiornate al 6 marzo 2023.
| Stagione        | Squadra         | Campionato      | Campionato | Campionato | Coppe nazionali | Coppe nazionali | Coppe nazionali | Coppe continentali | Coppe continentali | Coppe continentali | Altre coppe | Altre coppe | Altre coppe | Totale | Totale |
| Stagione        | Squadra         | Comp            | Pres       | Reti       | Comp            | Pres            | Reti            | Comp               | Pres               | Reti               | Comp        | Pres        | Reti        | Pres   | Reti   |
| --------------- | --------------- | --------------- | ---------- | ---------- | --------------- | --------------- | --------------- | ------------------ | ------------------ | ------------------ | ----------- | ----------- | ----------- | ------ | ------ |
| 2017-2018       | Eupen           | D1              | 0          | 0          | CB              | 0               | 0               |                    | -                  | -                  |             | -           | -           | 0      | 0      |
| 2018-2019       | Eupen           | D1              | 0          | 0          | CB              | 0               | 0               |                    | -                  | -                  |             | -           | -           | 0      | 0      |
| 2019-2020       | Eupen           | D1              | 0          | 0          | CB              | 0               | 0               |                    | -                  | -                  |             | -           | -           | 0      | 0      |
| 2020-2021       | Eupen           | D1              | 1          | -1         | CB              | 0               | 0               |                    | -                  | -                  |             | -           | -           | 1      | -1     |
| 2021-2022       | Eupen           | D1              | 20         | -34        | CB              | 4               | -6              |                    | -                  | -                  |             | -           | -           | 24     | -40    |
| 2022-2023       | Eupen           | D1              | 4          | -9         | CB              | 1               | -3              |                    | -                  | -                  |             | -           | -           | 5      | -12    |
| Totale Eupen    | Totale Eupen    | Totale Eupen    | 25         | -44        |                 | 5               | -9              |                    | -                  | -                  |             | -           | -           | 30     | -53    |
| Totale carriera | Totale carriera | Totale carriera | 25         | -44        |                 | 5               | -9              |                    | -                  | -                  |             | -           | -           | 30     | -53    |

### Cronologia presenze e reti in nazionale
| Cronologia completa delle presenze e delle reti in nazionale ― Ghana | Cronologia completa delle presenze e delle reti in nazionale ― Ghana | Cronologia completa delle presenze e delle reti in nazionale ― Ghana | Cronologia completa delle presenze e delle reti in nazionale ― Ghana | Cronologia completa delle presenze e delle reti in nazionale ― Ghana | Cronologia completa delle presenze e delle reti in nazionale ― Ghana | Cronologia completa delle presenze e delle reti in nazionale ― Ghana | Cronologia completa delle presenze e delle reti in nazionale ― Ghana |
| Data                                                                 | Città                                                                | In casa                                                              | Risultato                                                            | Ospiti                                                               | Competizione                                                         | Reti                                                                 | Note                                                                 |
| -------------------------------------------------------------------- | -------------------------------------------------------------------- | -------------------------------------------------------------------- | -------------------------------------------------------------------- | -------------------------------------------------------------------- | -------------------------------------------------------------------- | -------------------------------------------------------------------- | -------------------------------------------------------------------- |
| 5-1-2022                                                             | Al Rayyan                                                            | Algeria                                                              | 3 – 0                                                                | Ghana                                                                | Amichevole                                                           | -1                                                                   | 67’                                                                  |
| 14-6-2022                                                            | Suita                                                                | Cile                                                                 | 0 – 0 dts (1 – 3 dtr)                                                | Ghana                                                                | Kirin Cup                                                            | -                                                                    |                                                                      |
| 12-9-2023                                                            | Accra                                                                | Ghana                                                                | 3 – 1                                                                | Liberia                                                              | Amichevole                                                           | -                                                                    | 62’                                                                  |
| 17-10-2023                                                           | Nashville                                                            | Stati Uniti                                                          | 4 – 0                                                                | Ghana                                                                | Amichevole                                                           | -4                                                                   |                                                                      |
| 15-11-2024                                                           | Talatona                                                             | Angola                                                               | 1 – 1                                                                | Ghana                                                                | Qual. Coppa d'Africa 2025                                            | -1                                                                   | 90+1’                                                                |
| 18-11-2024                                                           | Accra                                                                | Ghana                                                                | 1 – 2                                                                | Niger                                                                | Qual. Coppa d'Africa 2025                                            | -2                                                                   |                                                                      |
| Totale                                                               |                                                                      | Presenze                                                             | 6                                                                    |                                                                      | Reti                                                                 | -8                                                                   |                                                                      |